# Marcelle Meyerová

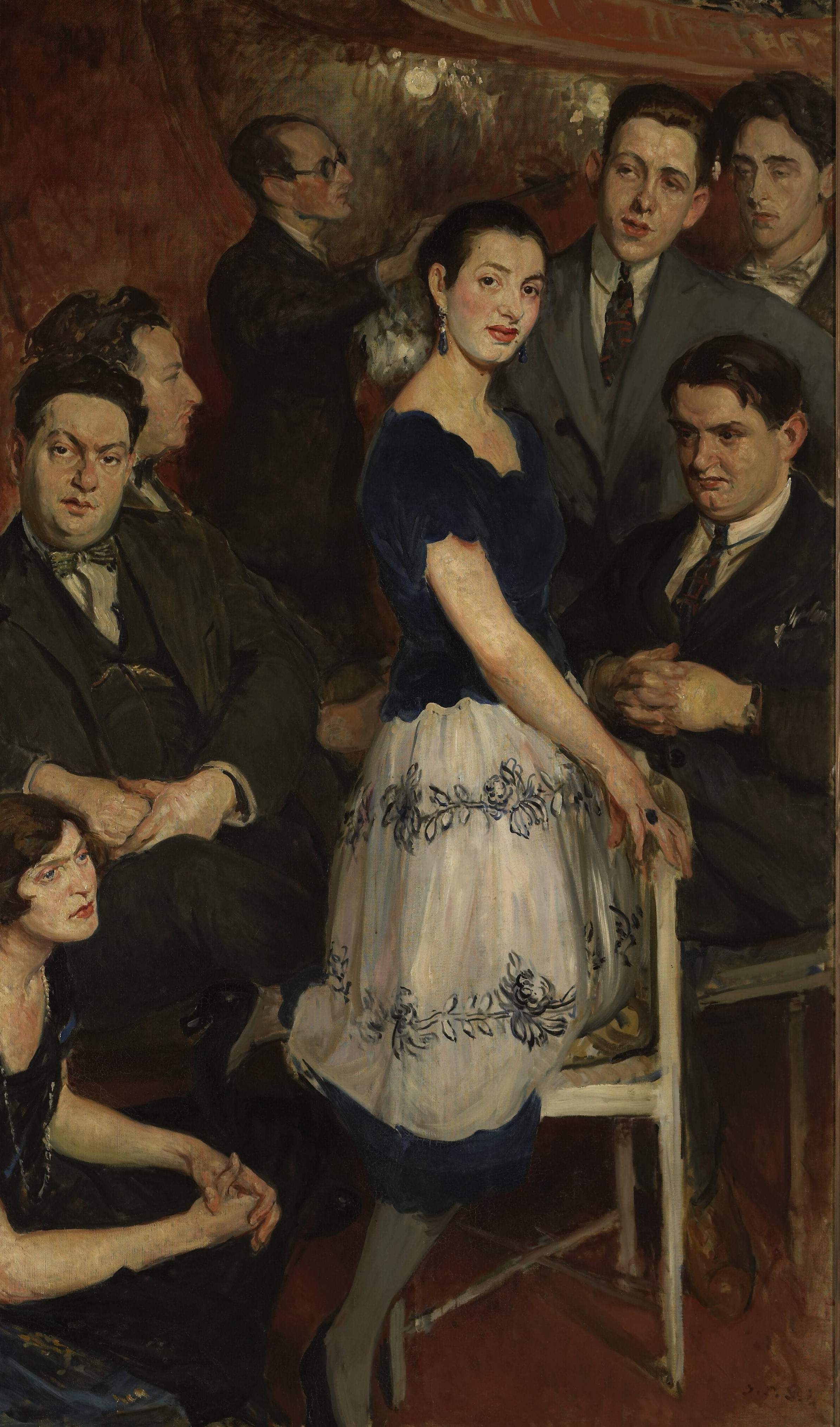
J.-E. Blanche: Marcelle Meyerová s Cocteauem a členy Pařížské šestky, 1922

Marcelle Meyerová (22. května 1897 Lille – 17. listopadu 1958 Paříž) byla francouzská klasická pianistka.
Již v pěti letech Marcellu začala učit hrát na klavíru její sestra Germaine. V roce 1911 byla Marcelle Meyerová přijata na pařížskou konzervatoř, studovala u Alfreda Cortota a Marguerite Longové a ve věku 16 let získala první cenu za interpretaci klavírního koncertu Camilla Saint-Saënse. Ve studiu pokračovala u Ricarda Viñese, který ji seznámil s Mauricem Ravelem. U příležitosti světové premiéry Satieho skladby Parade potkala Debussyho, který jí vysvětlil, jak hrát jeho Préludes. S Francisem Poulencem provedla světovou premiéru jeho klavírní sonáty pro čtyři ruce. Počátkem dvacátých let účinkovala v mnoha dalších světových premiérách, včetně děl Stravinského, Daria Milhauda, Arthura Honeggera, Rolanda-Manuela a Igora Markeviče a koncertovala v různých evropských zemích. Uváděla také francouzské klavecinisty, jako Françoise Couperina a Jeana-Philippa Rameaua, jejichž díla kontrastovala se skladbami Johanna Sebastiana Bacha a Domenica Scarlattiho. Uváděla však i skladatele klasicismu, například roku 1956 nahrála Beethovenův Pátý klavírní koncert.
V roce 1922 malíř Jacques-Émile Blanche vytvořil skupinový portrét s ní, Jeanem Cocteauem a pěti členy Pařížské šestky. V meziválečném období byla Meyerová považována za múzu pařížské avantgardy. Mezi její obdivovatele patří hudební kritik André Tubeuf či klavírista Alexandre Tharaud, který stejně jako ona nahrál na klavír díla Jeana-Philippa Rameaua.
Marcelle Meyerová zemřela v roce 1958 v pařížském bytě své sestry, když se na pozvání dirigenta Dimitrije Mitropoulose připravovala na americké turné. První manželství uzavřela s hercem Pierrem Bertinem, se kterým měla dceru. Další dcera pochází z druhého manželství s italským právníkem Carlem Di Vietem.